# Coleophora medelichensis
Coleophora medelichensis is een vlinder uit de familie kokermotten (Coleophoridae). De wetenschappelijke naam is voor het eerst geldig gepubliceerd in 1908 door Krone.
De soort komt voor in Europa.